# Klass A czempionata SSSR po futbołu (1952)
Rozgrywki radzieckiej klasy A w sezonie 1952 były czternastymi w historii radzieckiej pierwszej ligi. W rozgrywkach wzięło udział czternaście drużyn, w tym trzy, które awansowały z drugiej ligi – drużyna miasta Kalinina, Dynamo Mińsk i Lokomotiw Moskwa. Piętnasta drużyna - CDSA Moskwa po trzech meczach została ukarana „za niepowodzenia reprezentacji na Igrzyskach Olimpijskich, za poważne szkody wyrządzone prestiżowi radzieckiego sportu” przez dyskwalifikację a wszystkie dotychczasowe wyniki anulowane. Powodem rozwiązania klubu wojskowych była przegrana reprezentacji ZSRR, w której grały pięciu graczy CDSA, z reprezentacją Jugosławii. W 1/8 finału Igrzysk Olimpijskich w Helsinkach reprezentacja ZSRR sformowana na bazie CDSA zremisowała pierwszy mecz, a w powtórnym przegrała 1:3 reprezentacji Jugosławii. Odegrał swoją rolę również ówczesny konflikt pomiędzy Stalinem a liderem Jugosławii Tito. 
Ze względu na przygotowanie reprezentacji sezon rozpoczął się późno, dopiero w lipcu, dlatego grano tylko jedną rundę. Wszystkie mecze mistrzostw, z wyjątkiem dwóch, odbyły się w Moskwie. Mistrzowski tytuł po raz czwarty wywalczyła drużyna Spartaka Moskwa. Królem strzelców ligi został Andriej Zazrojew z Dynama Kijów, który zdobył 11 goli.

## Tabela
| Lp. | Drużyna                   | M  | Z | R | P | Bramki | Bramki | Różn. | Pkt | Uwagi             |
| --- | ------------------------- | -- | - | - | - | ------ | ------ | ----- | --- | ----------------- |
| 1   | Spartak Moskwa (M)        | 13 | 9 | 2 | 2 | 26     | 12     | +14   | 20  |                   |
| 2   | Dynamo Kijów              | 13 | 7 | 3 | 3 | 26     | 14     | +12   | 17  |                   |
| 3   | Dinamo Moskwa             | 13 | 7 | 3 | 3 | 24     | 14     | +10   | 17  |                   |
| 4   | Dinamo Tbilisi            | 13 | 5 | 6 | 2 | 19     | 12     | +7    | 16  |                   |
| 5   | Dinamo Leningrad          | 13 | 5 | 5 | 3 | 17     | 17     | 0     | 15  |                   |
| 6   | drużyna m.Kalinin         | 13 | 5 | 4 | 4 | 19     | 19     | 0     | 14  |                   |
| 7   | Zenit Leningrad           | 13 | 6 | 2 | 5 | 20     | 21     | −1    | 14  |                   |
| 8   | Krylja Sowietow Kujbyszew | 13 | 5 | 3 | 5 | 16     | 14     | +2    | 13  |                   |
| 9   | Lokomotiw Moskwa          | 13 | 5 | 2 | 6 | 19     | 21     | −2    | 12  |                   |
| 10  | Torpedo Moskwa            | 13 | 3 | 6 | 4 | 11     | 15     | −4    | 12  |                   |
| 11  | WWS Moskwa                | 13 | 2 | 6 | 5 | 11     | 14     | −3    | 10  | Spadek do Klasy B |
| 12  | Daugava Ryga              | 13 | 2 | 5 | 6 | 10     | 14     | −4    | 9   | Spadek do Klasy B |
| 13  | Szachtar Stalino          | 13 | 1 | 6 | 6 | 14     | 26     | −12   | 8   | Spadek do Klasy B |
| 14  | Dynama Mińsk              | 13 | 1 | 3 | 9 | 10     | 29     | −19   | 5   | Spadek do Klasy B |

## Nagrody
| Mistrz ZSRR w sezonie 1952 |
| -------------------------- |
| ZSRR                       |
| Spartak Moskwa 4 tytuł     |